# Феліпе Брісола
Феліпе Брісола (порт. Felipe Brisola, нар. 6 червня 1990, Боа-Віста) — бразильський футболіст, що грав на позиції півзахисника.
Виступав, зокрема, за клуб «Рига».
Володар Кубка Болгарії. Володар Суперкубка Болгарії. Володар Кубка Латвії. Триразовий чемпіон Латвії.

## Ігрова кар'єра
У дорослому футболі дебютував 2011 року виступами за команду «Анаполіна». 
Згодом з 2011 по 2018 рік грав у складі команд «Атлетіко Гояніенсе», «Віла-Нова», «Анаполіна», КРАК, «Ітумбіара» та «Ботев» (Пловдив).
Своєю грою за останню команду привернув увагу представників тренерського штабу клубу «Рига», до складу якого приєднався 2018 року. Відіграв за ризький клуб наступні три сезони своєї ігрової кар'єри. Більшість часу, проведеного у складі «Риги», був основним гравцем команди.
Протягом 2022—2023 років захищав кольори клубу «Рітеряй».
Завершив ігрову кар'єру у команді «Хегельманн», за яку виступав протягом 2024 року.

## Титули і досягнення
- Володар Кубка Болгарії (1):

«Ботев» (Пловдив): 2016-2017
- Володар Суперкубка Болгарії (1):

«Ботев» (Пловдив): 2017
- Володар Кубка Латвії (1):

«Рига»: 2018
- Чемпіон Латвії (3):

«Рига»: 2018, 2019, 2020